# 대전법동초등학교
대전법동초등학교는 대한민국 대전광역시 대덕구에 있는 공립 초등학교이다.

## 학교 연혁
- 1993. 03. 01 개교 13학급 편성
- 1994. 12. 31 22개 교실 증축
- 1995. 09. 30 대전양지초등학교 분리(41학급)
- 1996. 02. 21 급식실 증축
- 1999. 03. 01 공주교육대학교 대용부속초등학교 지정
- 2000. 08. 29 컴퓨터교실 완공
- 2001. 09. 11 미술실 개관
- 2003. 03. 01 시교육청 교실수업 개선 시범학교(사회과) 지정
- 2007. 04. 02 광개토관, 세종도서관 개관
- 2008. 11. 28 English Zone 구축 및 운동장 우레탄 준공
- 2009. 09. 01 교원능력개발평가 선도학교 지정
- 2010. 10. 04 대전시교육청 창의 인성 선도학교
- 2011. 12. 31 인성교육 우수브랜드 학교(교육감상)
- 2012. 12. 31 인성교육실천사례 연구 기관 발표대회 최우수학교(교육감상), 우수학교(교육부장관상)
- 2013. 01. 14 교육복지우선지원사업 우수학교(교육감상)
- 2013. 08. 30 제3회 학교폭력예방 우수사례 최우수학교(교육부장관상)
- 2013. 09. 13 제7회 교육정보화연구대회 학교경영 우수학교(교육감상)
- 2013. 12. 31 독서교육 Top-리딩 스쿨 최우수학교(교육감상)
- 2013. 12. 31 학교교육정책 홍보 최우수학교(교육감상)
- 2013. 12. 31 인성교육 우수 브랜드학교(교육감상)
- 2014. 03. 03 대전시교육청 주최 아름드리 사제동행 힐링캠프 대상학교
- 2014. 03. 05 대전시교육청 주최 대전평생교육대학 문해교육 행복반 개설
- 2014. 03. 07 충청남도 주최 학교친환경 농업 체험학교
- 2014. 03. 17 한우리독서문화운동본부 주최 독서릴레이 페스티벌 학교
- 2014. 04. 01 교육부 주최 학생자치 동아리 블루밴드 학교
- 2014. 04. 04 대전시교육청 주최 RSM활용 과학문화탐방 체험활동 학교
- 2014. 04. 18 대전시교육청 주최 흡연, 음주 예방 선도학교
- 2014. 05. 01 대전시교육청 주최 학교폭력예방 어깨동무학교 선도학교
- 2014. 05. 09 한국농어촌공사 주최 도농교류협력사업 학교
- 2014. 06. 01 대전시교육청 주최 친구사랑 3운동 학교
- 2014. 10. 29 희망 3.0프로젝트 실천대회 1위(교육장상)
- 2014. 11. 24 방과후학교 Top-School 우수학교(교육감상)
- 2014. 12. 08 인성교육 우수브랜드 장려상(교육감상)
- 2014. 12. 12 학교도서관 활용 최우수학교(교육감상)
- 2014. 12. 15 학교폭력예방교육 최우수학교(교육감상)
- 2014. 12. 17 학교평가 최우수학교(교육감상)
- 2015. 02. 17 제22회 졸업 99명(총 5,469명)
- 2015. 02. 26 블루밴드동아리 우수학교(교육부장관상)
- 2015. 03. 01 27학급(특수 2) 편성
- 2015. 03. 15 한국농어촌공사 주최 도농교류협력사업학교
- 2015. 03. 26 충청남도 주최 학교친환경농업 실천사업 대상 학교
- 2015. 04. 08 2014년도 성과관리 평가 우수학교

## 참고 자료
- 대전법동초등학교 - 한국교육학술정보원 학교알리미